# 川田憲治
川田　憲治（かわだ けんじ）は、日本の銀行経営者。りそなホールディングス社長を務めた。

## 人物・来歴
神奈川県出身。1972年（昭和47年）3月早稲田大学商学部卒業。同年4月埼玉銀行入行。
あさひ銀行企画部長、業革推進部担当兼人事担当役員、人事担当役員などを経て、2003年（平成15年）5月から2006年までりそなホールディングス社長を務めた。
りそな退任後は、ファイナンス稲門会会長や立命館大学客員講師などを務めた。